# Der Bulle von Tölz: Wiener Brut
Wiener Brut ist ein deutscher Fernsehfilm von Wolfgang F. Henschel aus dem Jahr 2007 nach einem Drehbuch von Cornelia Willinger. Es ist die 62. Folge der Krimiserie Der Bulle von Tölz mit Ottfried Fischer als Hauptdarsteller in der Rolle des Hauptkommissars Benno Berghammer. Die Erstausstrahlung erfolgte am 20. März 2007 auf ORF 1.

## Handlung
Resi Berghammer wird von ihrer Freundin Gerda Feuereisen nach Wien eingeladen. Deren Tochter Fanny – Frau Berghammers Patenkind – hat in der Hofburg ihren Abschlussball. In der Nacht vor dem Ball findet Professor Dr. Feuereisen, ein renommierter Neurologe, seine Frau tot auf; sie kam durch Rattengift ums Leben, das sie zwischen 19:00 und 20:00 Uhr eingenommen haben muss. Ihre Tochter hat ein Alibi durch ihren amerikanischen Liebhaber Max Behn, der im Grand Hotel ein Praktikum absolviert, das Professor Dr. Feuereisen ihm vermittelt hat.
Hauptkommissar Benno Berghammer rast in großer Sorge nach Wien, denn seine Mutter ist seit dem Tod ihrer Freundin spurlos verschwunden, obwohl seine Kollegin, Kommissarin Nadine Richter, sie nach Wien begleitet hat und auf sie aufpassen sollte.
Oberstleutnant Prantl von der Wiener Mordkommission steht unter Druck, denn innerhalb einer Woche wurden drei Frauen aus unterschiedlichen Schichten durch Rattengift ermordet: zuerst die Kaffeehausbesitzerin Rita Reiter, dann die reiche Gerda Feuereisen und schließlich die Pfarrersköchin Erna Schinabeck.
Professor Dr. Feuereisen bittet Benno Berghammer, bei der Auflösung des Mordes an seiner Frau zu helfen. Berghammer aber will nach dem Auftauchen seiner unversehrten Mutter sofort die Heimreise antreten. Da diese sich aber weigert, Auskunft über ihr Verschwinden zu geben, gerät sie in den Kreis der Verdächtigen und darf Wien nicht verlassen.
In Nadine Richter flammt die alte Liebe zum Profiler Major Joe Gabler wieder auf. Von ihm erfährt sie wichtige Details über die Giftmorde, die Oberstleutnant Prantl seinen Tölzer Kollegen vorenthält.
Benno und Nadine finden heraus, dass alle drei Opfer Calciumkapseln der Firma Klauber gegen Osteoporose eingenommen haben und sowohl Gerda Feuereisen als auch die Pfarrersköchin Schinabeck im Kaffeehaus von Rita Reiter verkehrten. Zudem war Resi Berghammer mit einem schnauzbärtigen Mann und Gerda Feuereisen am frühen Abend vor deren Tod in dem Lokal. Benno Berghammer kauft Calciumkapseln in einem nahen Drogeriemarkt und überredet Oberstleutnant Prantl, sie röntgen zu lassen, um festzustellen, ob sich, wie in Rattengift, Thallium darin befindet. Tatsächlich sind einige Kapseln mit Rattengift präpariert worden, was zur Folge hat, dass das Produkt in ganz Österreich aus den Regalen genommen wird.
Für Prantl gibt es nun folgende Verdächtige: Beppi Reiter, der das Kaffeehaus seiner Frau erbt; Fanny Feuereisen, die Alleinerbin des Millionenvermögens ihrer Mutter; Feuereisens Haushälterin E. Grimpelstätter, die 10.000 Euro erbt; und dann könnte es auch noch einen bislang unbekannten Pharma-Erpresser geben. Grete Domenika Klauber, die 76-jährige Firmengründerin, die den Betrieb nicht an ihren mehr als 50 Jahre alten Sohn überschreiben will, ist außer sich und befürchtet den Ruin des Unternehmens. Sie schließt kategorisch aus, dass bei den hohen Sicherheitsstandards Rattengift in ihre Produktion gekommen ist, und sie bestreitet, erpresst worden zu sein.
Maridi Steiger und Beppi Reiter werden wegen des Verdachts des dreifachen Mordes festgenommen; Frau Steiger arbeitet bei der Firma Klauber als Laborantin und nebenbei als Aushilfe in Reiters Kaffeehaus. Sie hatte also die Möglichkeit, Rattengift in die Kapseln zu schmuggeln. Benno und Nadine glauben allerdings nicht an die Schuld der beiden, weil nur ein paar Schachteln präpariert waren und es ein zu großer Zufall gewesen wäre, dass ausgerechnet Rita Reiter vergiftete Kapseln erwischt. Sie vermuten, dass Professor Dr. Feuereisen einige Packungen mit Rattengift präpariert und ins Regal des Drogeriemarktes zurückgelegt hat – bis auf eine, die er für seine Frau vorgesehen hat. Bei einem Unfall zahlt Gerda Feuereisens Lebensversicherung die doppelte Summe an ihren Mann aus, nämlich zwei Millionen Euro – sowohl Serienmord als auch Erpressung einer Pharmafirma oder deren Schlamperei bei der Produktion gelten als Unfall. Bei der Laboruntersuchung der vergifteten Kapseln wurden Partikel eines Algenvernichtungsmittels für Süßwasseraquarien gefunden. Professor Dr. Feuereisen hat in seiner Praxis ein Aquarium stehen, und beim Präparieren der Kapseln hat er unsauber gearbeitet. Die Beweislage ist allerdings so dürftig, dass Benno, Nadine und Prantl in die Trickkiste greifen, um Feuereisen zu einem Geständnis zu bringen: Fanny Feuereisen wird zum Schein verhaftet, worauf ihr Vater die Tat gesteht. Als Grund gibt er an, er habe seine Tochter aus den Krallen ihrer überfürsorglichen Mutter befreien müssen; außerdem habe sie das Haus verkaufen, mit Fanny nach Amerika gehen und die Ehe beenden wollen. Benno Berghammer widerspricht dem Professor und wirft ihm vor, er habe die doppelte Versicherungssumme kassieren wollen. Aus Gier, Größenwahn und Hochmut sei ihm völlig egal gewesen, wie viele über die Klinge springen.

## Hintergrund
Die Dreharbeiten wurden in Bad Tölz und Wien durchgeführt; als Schauplatz für die „Pension Resi“ diente das Hollerhaus Irschenhausen.

## Kritik
Die Programmzeitschrift TV Spielfilm schreibt: „Der Wiener Schmäh ist schon die halbe Miete: Wem Sätze wie ‚Ned dös Herrli beißen!‘ (‚Schön brav bleiben!‘) ein Lächeln ins Gesicht zaubern, der wird sich kaiserlich-königlich amüsieren.“ Fazit: „Die Wiener Luft tut dem Bullen gut.“

## Trivia
Anfang März 2008 nahm der ORF die erste Wiederholung von „Wiener Brut“ aus Pietätsgründen aus dem Programm, weil am 9. Februar der Bürgermeister von Spitz an der Donau, Hannes Hirtzberger, mit einem Mon Chéri vergiftet worden war und bis zum 18. März in künstlichem Tiefschlaf gehalten werden musste.